# Sitio de Nicea (1331)
El Sitio de Nicea por las fuerzas de Osmán I desde 1328 hasta 1331, fue el resultado de la conquista de una ciudad bizantina clave por los turcos otomanos. Jugó un papel importante a la expansión del Imperio otomano.

## Antecedentes
Tras la reconquista de Constantinopla de los latinos, los bizantinos concentraron sus esfuerzos en la restauración de su dominio sobre Grecia. Tuvieron que ser tomadas tropas desde el frente oriental de Anatolia y llevarlas al Peloponeso, con la desastrosa consecuencia de las tierras que el Imperio de Nicea tenía en Anatolia estaba abierta a las incursiones otomanas. Con las frecuentes y feroces incursiones en aumento, la autoridad imperial bizantina tuvo que retroceder de Anatolia.

## Sitio
En 1326, las tierras alrededor de Nicea habían caído en los otomanos y habían capturado la ciudad de Bursa, en la que se estableció una capital peligrosamente cerca de la capital bizantina de Constantinopla. En 1328, Orhan, hijo de Osman, comenzó el asedio de Nicea, que estaba en un estado de bloqueo intermitente desde 1301. Los otomanos no tenían la capacidad para controlar el acceso a la ciudad por el puerto del lago. Como resultado, el asedio se prolongó durante varios años sin terminar.
En 1329, el emperador Andrónico III intentó romper el sitio. Dirigió una fuerza de auxilio contra los otomanos tan lejos de Nicomedia y Nicea. Después de algunos pequeños éxitos, sin embargo, el ejército sufrió un revés en Pelecano y tuvo que retirarse. Cuando quedó claro que el ejército imperial no sería capaz de restaurar la frontera y expulsar a los otomanos, la ciudad cayó en 1331

## Legado
Nicea había estado en manos turcas antes. Fue reconquistada en la primera cruzada a través de la diplomacia bizantina en 1097. Había servido como la capital de los emperadores griegos durante el período del Imperio latino de 1204 a 1261. Era la ciudad más importante del imperio en Asia en el momento de su caída ante Osman. No hubo intentos cruzados de volver a tomarla. Las conquistas otomanas continuaron bien su curso y Nicomedia cayó en 1337.